# Multiwire

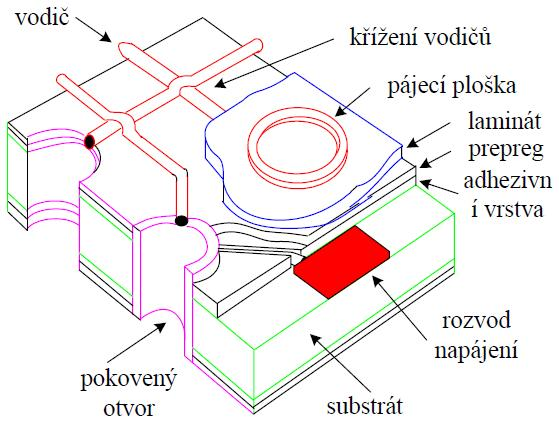
Drátový plošný spoj multiwire

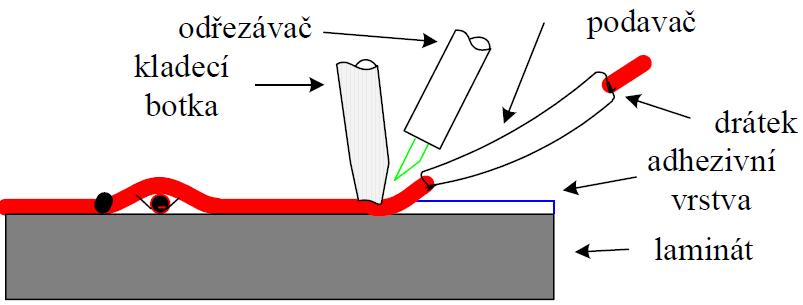
Pokládání drátku při výrobě drátového plošného spoje multiwire

Multiwire je typ plošného spoje, kde jsou spoje mezi pájecími ploškami realizovány především pomocí drátků. 
Jádro plošného spoje tvoří substrát s vodivým obrazcem vyrobeným klasicky jako u běžných plošných spojů (např. vyleptáním do měděné fólie nebo kombinací chemického a elektrolytického pokovování). Tyto vodivé cesty mají funkci napájecí. Na jádro se nanese adhezivní vrstva, do které jsou pokladeny a zamáčnkuty tenké izolované vodiče o průměru 100 - 2,5 µm a elektrické pevnosti 2kV. Na adhezivní pastu s vodiči se pak přiloží prepreg a deska se zalaminuje. V tomto okamžiku je možné položit další vrstvu adhezivní pasty a vytvořit další vrstvu vodičů. Dále se s deskou může pracovat jako s klasickým plošným spojem - vytvoření otvorů, pokovení otvorů atd.

## Microwire
Plošný spoj typu multiwire využívající specifické materiály. Jako vodič použit drát ze slitiny CuCd o tloušťce 64 µm s polyimidovou izolací o tloušťce 25 µm. Jako jádro desky je použita slitina FeNi nebo mědi a kevlaru. Otvory se vrtají laserem pracujícím na základě oxidu uhličitého.

### Typy spojů microwire
- I - 1 vrstva vodičů, 4 napájecí vrstvy, nižší tepelná vodivost, koeficient tepelné roztažnosti 10 ppm/°C
- II - 2 vrstva vodičů, 4 napájecí vrstvy, nižší tepelná vodivost, koeficient tepelné roztažnosti 12 ppm/°C
- III - 1 vrstva vodičů, 2-4 napájecí vrstvy, vysoká tepelná vodivost, koeficient tepelné roztažnosti 6,4 ppm/°C
- IV - 2 vrstva vodičů, 4-8 napájecí vrstvy, vysoká tepelná vodivost, koeficient tepelné roztažnosti 6,4 ppm/°C